# Sawyun
Athinhkaya Sawyun (အသင်္ခယာ စောယွမ်း /ʔəθɪ̀ɴ kʰəjà sɔ́ jʊ́ɴ/; ok. 1299 – 5 lutego 1327) – założyciel i pierwszy władca królestwa Sikongu położonego na terenie dzisiejszego regionu Sikongu w Mjanmie. Był najstarszym synem króla Thihathu z Pinya. W 1315 roku stworzył królestwo, konkurencyjne wobec państwa ojca, gdy ten, pomijając własnych potomków, mianował następcą po sobie Uzanę I – syna obalonego króla Paganu Kyawswy. Choć Sawyun pozostał nominalnie lojalny wobec ojca i obiecywał mu posłuszeństwo, faktycznie był królem panującym nad obszarem, odpowiadającym w przybliżeniu współczesnej prowincji Sikong. Stary król Thihathu zadowolił się nominalną podległością Sawyuna, nie był bowiem w stanie podjąć przeciw niemu żadnych kroków.
Sawyun panował przez ponad siedem lat i umarł w 1327 roku, w dwa lata po śmierci własnego ojca. Po śmierci Thihathu i Sawyuna królestwa Sikongu i Pinya pozostawały przez następnych czterdzieści lat w sporze o panowanie nad Górną Birmą. Trzej męscy potomkowie Sawyuna zasiadali kolejno na tronie Sikongu, a ich starsza siostra – Soe Min Kodawgyi – została matką Thadominbyi, założyciela królestwa Ava.

## Wczesne lata życia
Sawyun urodził się ok. 1299 roku jako najstarszy syn Thihathu – współzałożyciela królestwa Myinsaing i twórcy królestwa Pinya. Jego matką była Yadanabon – córka naczelnika szańskiej wsi Linyin. Takie pochodzenie czyniło Sawyuna w trzech czwartych Szanem i w jednej czwartej Birmańczykiem. Kroniki i inskrypcje przekazują rozbieżne daty dotyczące życia Sawyuna:
| Kronika                           | Lata życia                   | Wiek | Panowanie                       | Długość panowania |
| --------------------------------- | ---------------------------- | ---- | ------------------------------- | ----------------- |
| Zatadawbon Yazawin i Maha Yazawin | 1303/1304 – 1330/1331        | 27   | 1322/1323 – 1330/1331           | 8                 |
| Hmannan Yazawin                   | 1301/1302 – 20 kwietnia 1323 | 21   | 16 maja 1315 – 20 kwietnia 1323 | 8                 |
| Inskrypcje                        | 1299/1300 – 5 lutego 1327    | 27   | 16 maja 1315 – 5 lutego 1327    | 17                |

## Odłączenie się od królestwa Pinya
W 1315 roku Thihathu wybrał swego adoptowanego syna Uzanę na następcę tronu. Sawyun, najstarszy naturalny syn króla, nie popierał decyzji ojca. Zachęcany przez mnichów zamieszkujących w lasach (mnichów buddyzmu Ari) 16 maja 1315 roku (12. dzień Przybywania Księżyca miesiąca Nayon 677 ME) udał się wraz ze swymi towarzyszami do Sikongu, położonego na zachodnim brzegu Irawadi dokładnie na wprost Pinya.

## Panowanie
Sawyun nigdy formalnie nie zbuntował się przeciwko ojcu i nominalnie pozostawał lojalny wobec niego. Thihathu, który nigdy nie chciał się z nikim dzielić władzą – nawet swymi własnymi braćmi – tym razem nie ukarał (lub nie mógł ukarać) Sawyuna za jego słabo zawoalowany bunt. Prawdopodobnie Thihathu nie zniósłby takiego postępowania, gdyby był młodszy. Po śmierci Thihathu w 1325 roku obydwa królestwa formalnie się rozeszły. Pinya rozciągało swą władzę nad wschodnimi i południowymi częściami środkowej Birmy, a w granicach Sikongu znalazły się regiony zachodnie i północne. Po śmierci ojca Sawyun zrzucił z siebie jakąkolwiek nominalną lojalność wobec Pinya.
Sawyun umarł 5 lutego 1327 r. Miał 27 lat. Został zapamiętany w birmańskich kronikach jako władca potężny, łagodny i lubiany. Stworzył podwaliny birmańskiej wojskowości. W 1318 roku Sawyun sformował liczący dziewięć szwadronów regiment kawalerii nazwany Sagaing Htaungthin စစ်ကိုင်း ထောင်သင်း /zəɡáɪɴ tʰàʊɴ ɵɪ́ɴ/; pol. Tysiącosobowy Regiment Sikongu. Regiment liczył 830 jeźdźców i utrzymywany był aż do upadku monarchii birmańskiej.
| Nazwa szwadronu (oryginalna pisownia) | Transkrypcja IPA | Liczebność |
| ------------------------------------- | ---------------- | ---------- |
| Tamakha Myin (တမာခါး မြင်း)                 | təmàkʰá myí̃      | 150        |
| Pyinsi Myin (ပြင်စည် မြင်း)                 | pyì̃sì myí̃        | 150        |
| Yudawmu Myin (ယူတော်မူ မြင်း)                 | yùtɔ̀mù myí̃       | 150        |
| Letywaygyi Myin (လက်ရွေးကြီး မြင်း)             | leʔ ywéiʧí myí̃   | 150        |
| Letywaynge Myin (လက်ရွေးငယ် မြင်း)            | leʔ ywéiŋè myí̃   | 70         |
| Kyaungthin Myin (ကြောင်သင်း မြင်း)             | ʧaʊ̀̃θí̃ myí̃        | 50         |
| Myinthegyi Myin (မြင်းသည်ကြီး မြင်း)            | myí̃θèʧí myí̃      | 50         |
| Hketlon Myin (ခက်လုံး မြင်း)                 | kʰeʔlóʊ̃ myí̃      | 30         |
| Sawputoh Myin (စောပွတ်အိုး မြင်း)               | sɔ́puʔ ó myí̃      | 30         |